# Olympische Sommerspiele 1988/Teilnehmer (Österreich)
| Gelbes Symbol für Goldmedaillen mit stilisierten Olympischen Ringen | Graues Symbol für Silbermedaillen mit stilisierten Olympischen Ringen | Braundes Symbol für Bronzemedaillen mit stilisierten Olympischen Ringen |
| ------------------------------------------------------------------- | --------------------------------------------------------------------- | ----------------------------------------------------------------------- |
| 1                                                                   | —                                                                     | —                                                                       |

Österreich nahm an den Olympischen Sommerspielen 1988 in Seoul mit einer Delegation von 73 Sportlern teil, davon 66 Männer und sechs Frauen. Fahnenträger bei der Eröffnungsfeier war der Segler Hubert Raudaschl.

## Medaillen
Österreich konnte in Seoul nur eine einzige Medaille gewinnen: Judoka Peter Seisenbacher gewann Gold im Mittelgewicht der Herren.

## Teilnehmer nach Sportart

### Boxen
- Biko Botowamungu
Herren, Superschwergewicht: 9. Platz

### Fechten
- Axel Birnbaum
Herren, Degen, Einzel: 48. Platz
- Johannes Nagele
Herren, Degen, Einzel: 24. Platz
- Anatol Richter
Herren, Florett, Einzel: 55. Platz
- Arno Strohmeyer
Herren, Degen, Einzel: 11. Platz
- Joachim Wendt
Herren, Florett, Einzel: 18. Platz

### Gewichtheben
- Franz Langthaler
Herren, 1. Schwergewicht: 8. Platz

### Judo
- Pepi Reiter
Herren, Halbleichtgewicht: 12. Platz
- Peter Reiter
Herren, Halbmittelgewicht: 11. Platz
- Peter Seisenbacher
Herren, Mittelgewicht: Goldmedaille

### Leichtathletik
- Andreas Berger
Herren, 100 m: 2. Runde
Herren, 200 m: 2. Runde
- Klaus Bodenmüller
Herren, Kugelstoßen: 16. Platz (Qualifikation)
- Klaus Ehrle
Herren, 400 m Hürden: 2. Runde
- Hermann Fehringer
Herren, Stabhochsprung: 13. Platz
- Ulrike Kleindl
Damen, Weitsprung: 22. Platz (Qualifikation)
- Hans Lindner
Herren, Hammerwurf: 10. Platz
- Dietmar Millonig
Herren, 5000 m: 1. Runde
- Andreas Steiner
Herren, Weitsprung: 21. Platz (Qualifikation)
- Teddy Steinmayr
Herren, Weitsprung: 28. Platz (Qualifikation)
- Georg Werthner
Herren, Zehnkampf: 21. Platz

### Moderner Fünfkampf
- Helmut Spannagl
Herren, Einzel: 36. Platz

### Radsport

#### Bahn
- Roland Königshofer
Herren, 4000 m Mannschaftsverfolgung: 16. Platz (Qualifikation)
Herren, Punktefahren: 12. Platz
- Kurt Schmied
Herren, 4000 m Mannschaftsverfolgung: 16. Platz (Qualifikation)
- Franz Stocher
Herren, 4000 m Mannschaftsverfolgung: 16. Platz (Qualifikation)

#### Straße
- Dietmar Hauer
Herren, Straßenrennen: 41. Platz
Herren, 100 km Mannschaftszeitfahren: 16. Platz
- Norbert Kostel
Herren, 100 km Mannschaftszeitfahren: 16. Platz
- Hans Lienhart
Herren, Straßenrennen: 34. Platz
Herren, 100 km Mannschaftszeitfahren: 16. Platz
- Mario Traxl
Herren, Straßenrennen: 22. Platz
Herren, 100 km Mannschaftszeitfahren: 16. Platz

### Reiten
- Boris Boor
Herren, Springen Einzel: im Finale ausgeschieden
- Hugo Simon
Herren, Springen Einzel: DNF (Finale)

### Rhythmische Sportgymnastik
- Elisabeth Bergmann
Damen, Einzel: 25. Platz (Qualifikation)

### Ringen
- Josef-Georg Auer
Herren, Bantamgewicht, Freistil: Vorrunde
- Edwin Lins
Herren, Halbschwergewicht, Freistil: Vorrunde
- Alexander Neumüller
Herren, Superschwergewicht, griechisch-römisch: Vorrunde
- Franz Pitschmann
Herren, Halbschwergewicht, griechisch-römisch: 6. Platz
- Markus Pittner
Herren, Leichtgewicht, griechisch-römisch: Vorrunde

### Rudern
- Hermann Bauer & Karl Sinzinger
Herren, Zweier ohne Steuermann: 12. Platz
- Harald Faderbauer & Thomas Musyl
Herren, Doppelzweier: Viertelfinale
- Arnold Jonke
Herren, Einer: Viertelfinale

### Schießen
- Sylvia Baldessarini
Damen, Luftpistole 10 m: 9. Platz
Damen, Kleinkaliber Dreistellungskampf 50 Meter: 16. Platz
- Albert Deuring
Herren, Luftgewehr 10 m: 34. Platz
Herren, Kleinkaliber liegend 50 Meter: 45. Platz
- Dorothée Deuring
Damen, Kleinkaliber Dreistellungskampf 50 Meter: 20. Platz
- Hannes Gufler
Herren, Luftgewehr 10 m: 41. Platz
Herren, Kleinkaliber Dreistellungskampf 50 Meter: 38. Platz
- Josef Hahnenkamp
Herren, Skeet: 33. Platz
- Lothar Heinrich
Herren, Kleinkaliber Dreistellungskampf 50 Meter: 36. Platz
Herren, Kleinkaliber liegend 50 Meter: 15. Platz
- Hans Hierzer
Herren, Luftpistole 10 m: 40. Platz
Herren, Freie Pistole 50 Meter: 32. Platz
- Horst Krasser
Herren, Luftpistole 10 m: 40. Platz
Herren, Freie Pistole 50 Meter: 32. Platz
- Hermann Sailer
Herren, Schnellfeuerpistole 25 Meter: 31. Platz
- Christine Strahalm
Damen, Luftpistole 10 m: 8. Platz
Damen, Kombinationspistole, 25 m: 18. Platz
- Barbara Troger
Damen, Luftpistole 10 m: 33. Platz

### Schwimmen
- Thomas Böhm
Herren, 100 m Brust: 29. Platz
Herren, 200 m Brust: 34. Platz
- Reinhold Leitner
Herren, 100 m Schmetterling: 29. Platz
Herren, 200 m Schmetterling: 18. Platz
- Markus Opatril
Herren, 50 m Freistil: 36. Platz
Herren, 100 m Freistil: 41. Platz
Herren, 4 × 100 m Freistil: disqualifiziert
- Stefan Opatril
Herren, 100 m Freistil: disqualifiziert
Herren, 4 × 100 m Freistil: disqualifiziert
- Alexander Pilhatsch
Herren, 50 m Freistil: 38. Platz
Herren, 4 × 100 m Freistil: disqualifiziert
- Alexander Placheta
Herren, 200 m Freistil: 41. Platz
Herren, 4 × 100 m Freistil: disqualifiziert

### Segeln
- Christian Binder & Heimo Hecht
Herren, 470er: 24. Platz
- Christian Claus & Norbert Petschel
Offene Klassen, Tornado: 4. Platz
- Stephan Puxkandl & Hubert Raudaschl
Offene Klassen, Star: 13. Platz
- Hans Spitzauer
Herren, Finn-Dinghy: 15. Platz
- Thomas Wallner
Herren, Windsurfen: 11. Platz

### Tennis
- Alex Antonitsch
Einzel, Herren: 33. Platz
Doppel, Herren: 9. Platz
- Barbara Paulus
Einzel, Damen: 9. Platz
- Horst Skoff
Einzel, Herren: 33. Platz
Doppel, Herren: 9. Platz

### Tischtennis
- Gottfried Bär
Herren, Doppel: 17. Platz
- Yi Ding
Herren, Einzel: 9. Platz
Herren, Doppel: 17. Platz

### Wasserspringen
- Erich Pils
Herren, 3-m-Brett: 19. Platz (Qualifikation)
- Niki Stajković
Herren, 3-m-Brett: 9. Platz